# ニウアトプタプ島
ニウアトプタプ島（Niuatoputapu）は、トンガの島。人口934人（2006年）。ニウアフォオウ島及びタファフィ島とニウアス諸島を形成する。トンガ主島トンガタプ島からは北に600km、ヴァヴァウ諸島からは北に300km離れ、サモアのほうが近い。トンガ最北の島のひとつである。9km北にタファフィ島が浮かぶが、ニウアス諸島のもうひとつの島であるニウアフォオウ島からはずっと離れている。ニウアトプタプ空港があり、国際空港の指定を受けている。住民はかつてニウアトプタプ語を話していたが、この言語は現在絶滅し、住民はトンガ語を話すようになっている。いっぽうで、サモアやウベア島、フツナ島との言語の類似性も残っている。
ニウアトプタプの最高点は157mである。これは、3万年前にできた大規模な火山の名残である。島は火山性の肥沃な土壌をもっており、周囲にはサンゴ礁が発達している。島には西からヒヒフォ、バイポア、ファレハウの3つの村がある。島の中心はヒヒフォで、行政機関や郵便局、通信ステーションや高校がある。小学校は3つの村すべてにある。港は東端のファレハウにある。
島は長くマアアツ王朝によって治められてきた。ニウアトプタプ島をヨーロッパ人がはじめて認識したのは1616年のことで、ウィレム・スハウテンとヤコブ・ラ・メールによってであった。
2009年のサモア沖地震の際は、震源に近かったため東部には10mから15mの津波が押し寄せ、それが回り込んだ北部の集落群にも6mの津波が押し寄せて、3村ともに大被害をこうむった。79軒の家が全壊し、56軒が半壊、9人が死亡した。